# Brian West
Brian West (LaGrange, 10 giugno 1978) è un ex calciatore statunitense, di ruolo centrocampista.

## Carriera

### Club
West giocò per due anni nella squadra calcistica collegiale dell'Università della Virginia. Lasciò l'istituto dopo il secondo anno, per diventare uno dei primi calciatori a partecipare al Project-40. Andò poi a giocare nel Columbus Crew, totalizzando 132 partite, 18 reti e 29 assist nella Major League Soccer.
Passò poi ai norvegesi del Fredrikstad. Debuttò nella Tippeligaen il 12 aprile 2004, nella sconfitta per 2-0 sul campo del Lillestrøm. Il 31 maggio segnò le prime reti, con una doppietta nel successo per 3-0 sul Bodø/Glimt. Si ritirò al termine del campionato 2007, a causa di alcuni problemi fisici.

### Nazionale
Giocò 7 partite per gli Stati Uniti.

## Palmarès

### Club

#### Competizioni nazionali
- Lamar Hunt U.S. Open Cup: 1

Columbus Crew: 2002
- Norgesmesterskapet: 1

Fredrikstad: 2006